# Histoire des ponts de Vichy
Vichy s'est construite à un des points de franchissement historique de la rivière Allier où devait exister un gué. Les premiers ponts dont on a la trace datent de l'Antiquité avec les ponts provisoires en bois construits par Jules César pour son retour de la bataille de Gergovie puis un pont, également en bois, pendant la période gallo-romaine, probablement vers l'actuel quartier thermal. Au Moyen Âge et aux siècles suivants un pont, toujours en bois, existera mais au pied de la nouvelle cité, bâtie sur la butte des Célestins. Il sera régulièrement emporté par les violentes crues de l'Allier et reconstruit avec plus ou moins de délai. La ville connaitra ainsi de longues périodes sans pont où seul le bac permettait la traversée de la rivière. En 1832, un pont suspendu sera construit mais au cours des décennies suivantes, il sera lui aussi plusieurs fois endommagé et partiellement emporté par les différentes crues centennales de l'Allier qui marquèrent le XIXe et il faut attendre 1870 et la construction d'un pont en fonte pour voir la construction d'un pont durable. Il sera remplacé en 1932, au même endroit, par un pont plus large en poutres métalliques, l'actuel pont de Bellerive. Excepté la passerelle piétonne menant à l'hippodrome qui exista pendant une grande partie du XXe siècle, ce n'est qu'en 1963 avec la construction du pont de l'Europe que Vichy sera dotée de deux ponts pour la traversée de l'Allier.

## Un point de traversée sous l'Antiquité
Dans l'Antiquité, le lieu qui allait devenir Vichy se trouve à l'extrémité septentrionale du territoire arverne, proche des territoires de deux autres peuples puissants de la Gaule, les Éduens (au nord et à l'est) et les Bituriges (au nord-ouest). Il existait probablement une voie y passant reliant deux « capitales » gauloises, Gergovie, cité arverne à quelques kilomètres au sud de l'actuelle Clermont-Ferrand, et Bibracte, cité éduenne sur le mont Beuvray dans le Morvan. D'ailleurs Bellerive-sur-Allier, en face de Vichy, se nommait jusqu'en 1903 Vesse, nom qui vient peut-être du latin vadum signifiant « gué ».
S'il a probablement existé des ponts gaulois sur l'Allier, la première mention d'un pont à ou près de l'actuelle Vichy est faite par Jules César. Ses troupes, de retour de la bataille de Gergovie en 52 av. J.-C. ont construit un pont provisoire en bois pour traverser l'Allier, probablement à cet endroit. Dans ses Commentaires sur la Guerre des Gaules, César reste imprécis : « Le troisième jour, il atteint l'Allier, y reconstruisit les ponts et fait passer ses troupes sur l'autre rive. » Mais la durée indiquée de son trajet entre Gergovie et le franchissement de l'Allier, la vitesse estimée pour le déplacement d'une telle armée, la nature du terrain et le fait que César indique la construction de deux ponts (« Caesar pontes refecit », « César refit les ponts ») donc probablement le passage par une île, laisse penser que ces ponts devaient se trouver vers ce qui allait devenir Vichy. Napoléon III dans son Histoire de Jules César est un peu plus affirmatif : « sur les bords de l'Allier, reconstruisit un des ponts, sans doute à Vichy » (Livre III, chapitre 10).  

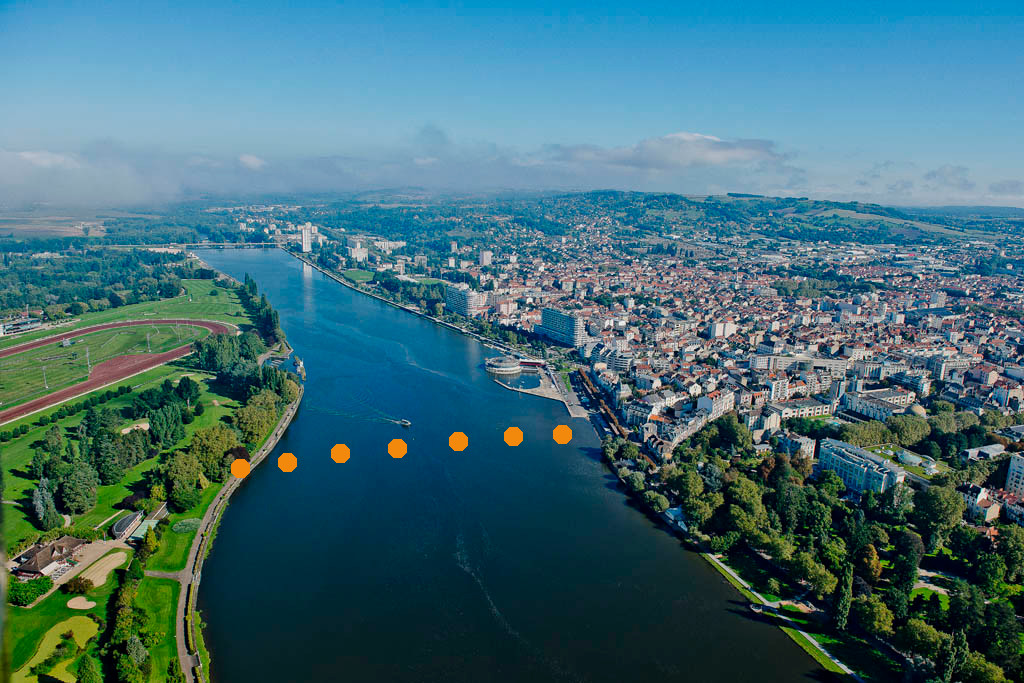
Emplacement sur l'Allier du probable pont romain dont des poteaux de bois ont été découverts en 2007.

Pendant la Gaule romaine, la route reliant les villes de Lugdunum (actuelle Lyon) à Augustonemetum (actuelle Clermont-Ferrand) passe à cet endroit, connu sous le nom d'Aquis Calidis (« eaux chaudes » en latin). La petite cité gallo-romaine est alors située près des sources (l'actuel quartier thermal). La rivière est franchie à gué, par bac ou par un pont. En 2007, des restes de pieux fichés dans le lit de la rivière et correspondant aux fondations d'un probable pont en bois ont été découverts à hauteur du golf (rive gauche) et du quai de l'Allier (rive droite), un peu en amont de la Rotonde actuelle (rive droite). La datation par le carbone 14 indique la période gallo-romaine mais sans que l'on ait plus d'informations sur sa durée d'utilisation. Côté rive droite, le pont aboutissait où se trouvait alors la cité.

## Les premiers ponts, emportés par les crues
Les temps troublés du début du Moyen Âge voient le déplacement de la cité vers la butte des Célestins, lieu plus propice à la défense et où la châtellenie de Vichy s'est installée. C'est donc au pied de cette butte, que les futurs ponts vont être bâtis, un emplacement répondant plus aux besoins propres des habitants de la ville que l'ancien lieu de franchissement de la rivière, situé sur les axes historiques de traversées de la région et désormais plus éloigné de la cité. Mais ce nouveau lieu, situé à un coude de la rivière, est plus exposé lors des crues violentes qu'a toujours connues l'Allier, la butte resserrant le lit de la rivière et augmentant la force du flux d'eau. Ces crues, combinées aux modifications incessantes du cours de la rivière, ne rendent pas aisés l'édification et le maintien de ponts. On ne peut dire s'il a existé un pont dans les siècles ayant suivi le pont romain. La première mention d'un pont à Vichy au Moyen Âge est datée d'avril 1305 avec le testament d'un habitant de Gannat qui fait un don pour l'entretien d'un pont à Vichy,. Près de 70 ans plus tard, un autre document évoque la construction d'une chapelle in capite pontis (« près de la tête du pont »),. Enfin en 1410, lors de la création du couvent des Célestins par Louis II, duc de Bourbon, il est fait mention que celui-ci exempte de péage pour le franchissement de l'Allier ceux venant moudre leurs grains au moulin de Chisson[source insuffisante]. Mais aucun élément ne permet de connaitre la position de ce pont même s'il est probable qu'il devait se situer non loin d'une porte de la ville fortifiée sur la butte des Célestins. 

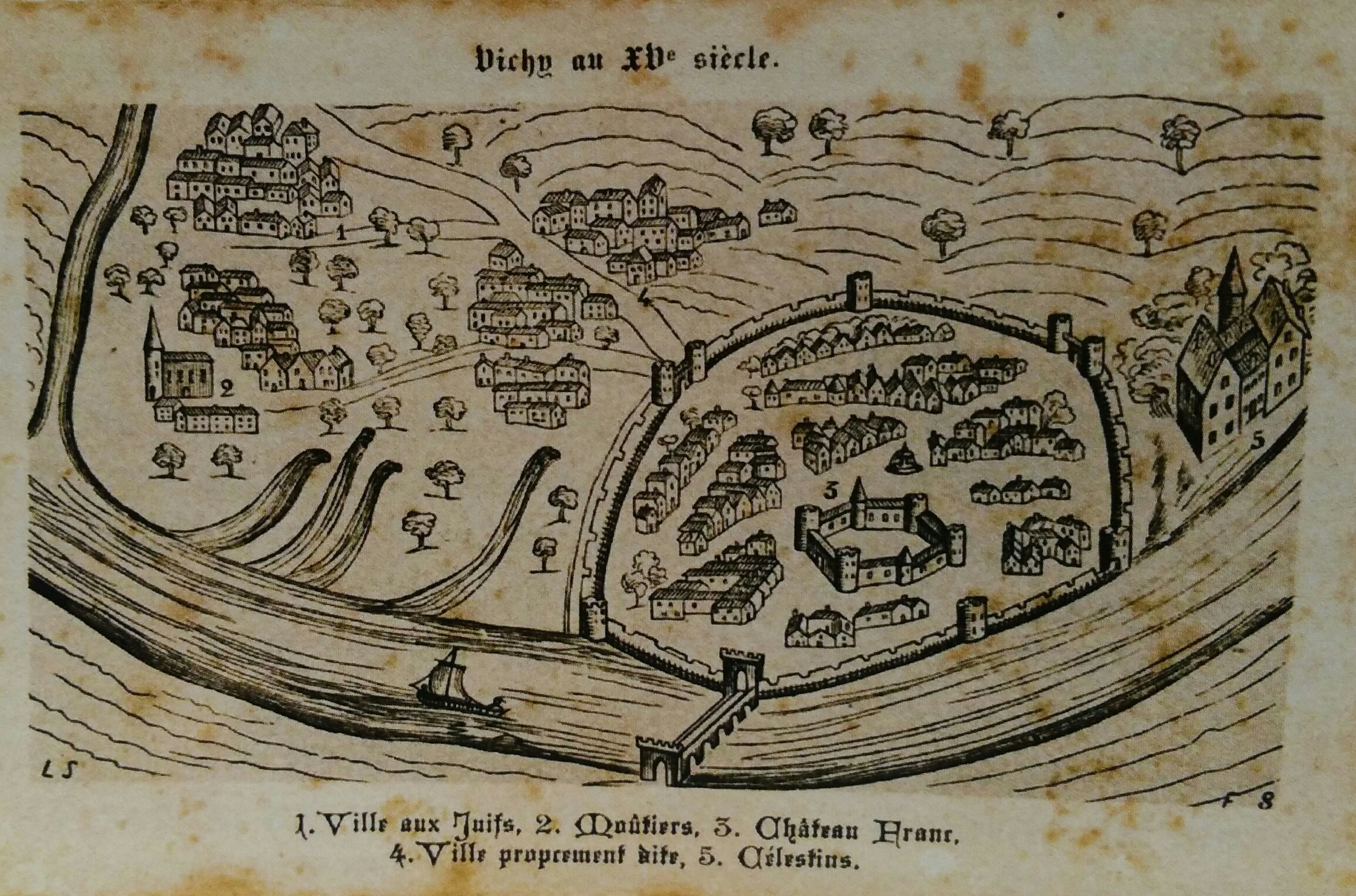
Carte de Vichy au XVe siècle ; le pont est erronément représenté en pierre.

Contrairement à certaines représentations fantaisistes, aucun pont en pierre n'a existé (aucun document écrit et surtout aucune trace des fondations que laissent ce type de pont n'étaye cette hypothèse). L'erreur vient peut-être de textes évoquant un pont fortifié, interprété alors par les illustrateurs comme un pont en pierre.  
Plusieurs ponts en bois successifs sont construits aux XVe et XVIe siècles mais sont emportés par les plus fortes crues, comme en 1586, et sans doute mal reconstruits. Il est ainsi écrit que le roi Charles IX sort de Vichy le 27 mars 1566, une des dernières étapes de son grand tour de France, par un « pont de bois long et fâcheux ». Un pont est détruit au moins une fois lors des guerres de Religion. Le 6 janvier 1568, en pleine Deuxième guerre de Religion, une troupe huguenote commandée par le capitaine Poncenat coupe le pont après avoir pillé les édifices catholiques de Vichy et détruit le couvent des Célestins (elle affrontera des troupes catholiques le jour même à Cognat, entre Vichy et Gannat). Au cours du XVIe siècle, le pont devait se trouver à 100 m environ en amont de l'actuel pont de Bellerive. Aujourd'hui lors de très basses eaux sur le lac d'Allier, presque en face du pavillon Sévigné, on peut apercevoir une série de pieux émergés de la rivière qui ont pu être datés du XVIe siècle.
En 1591, le pont est volontairement coupé et remplacé par un pont sur pontons, escamotable. En 1658, il est de nouveau emporté par une crue.  
À la fin du XVIIe siècle, la présence ou non d'un pont est plus incertaine. En 1669, un écrit signale l'absence de pont à Vichy mais dix ans plus tard, en 1679, la propriété d'un pont par la ville semble attestée et en 1684 une transaction entre la hiérarchie catholique locale et les habitants de Vichy porte sur la jouissance du pont. 
Par contre, de 1669 à 1833, la présence continue d'un bac est attestée et au moins de la fin du XVIIe siècle ou tout début du XVIIIe siècle jusqu'à 1832 ou 1833 aucun pont n'est en service. Donc sur une durée de 150 à 210 ans, la traversée de l'Allier se fait uniquement par un bac. Celui est confié en fermage à un particulier qui assure avec un bateau le passage d'une rive à l'autre. Ce type de bac, d'environ 15 m de long et cinq de large et appelé charrière, peut transporter une centaine de personnes, huit voitures à cheval ou quatre chars à bœufs.
Les lieux d'appontage varient souvent, quelquefois plusieurs fois dans l'année, à cause des fréquents changements du cours de l'Allier et de l'apparition de bancs de sable.  Pour la rive droite, il se déplace entre la porte Verrier (où se situe aujourd'hui la rue homonyme, à côté de la maison du Bailliage) en amont à la confluence du Sichon en aval.

## Les ponts de 1832 et 1836, aussi détruits par les crues

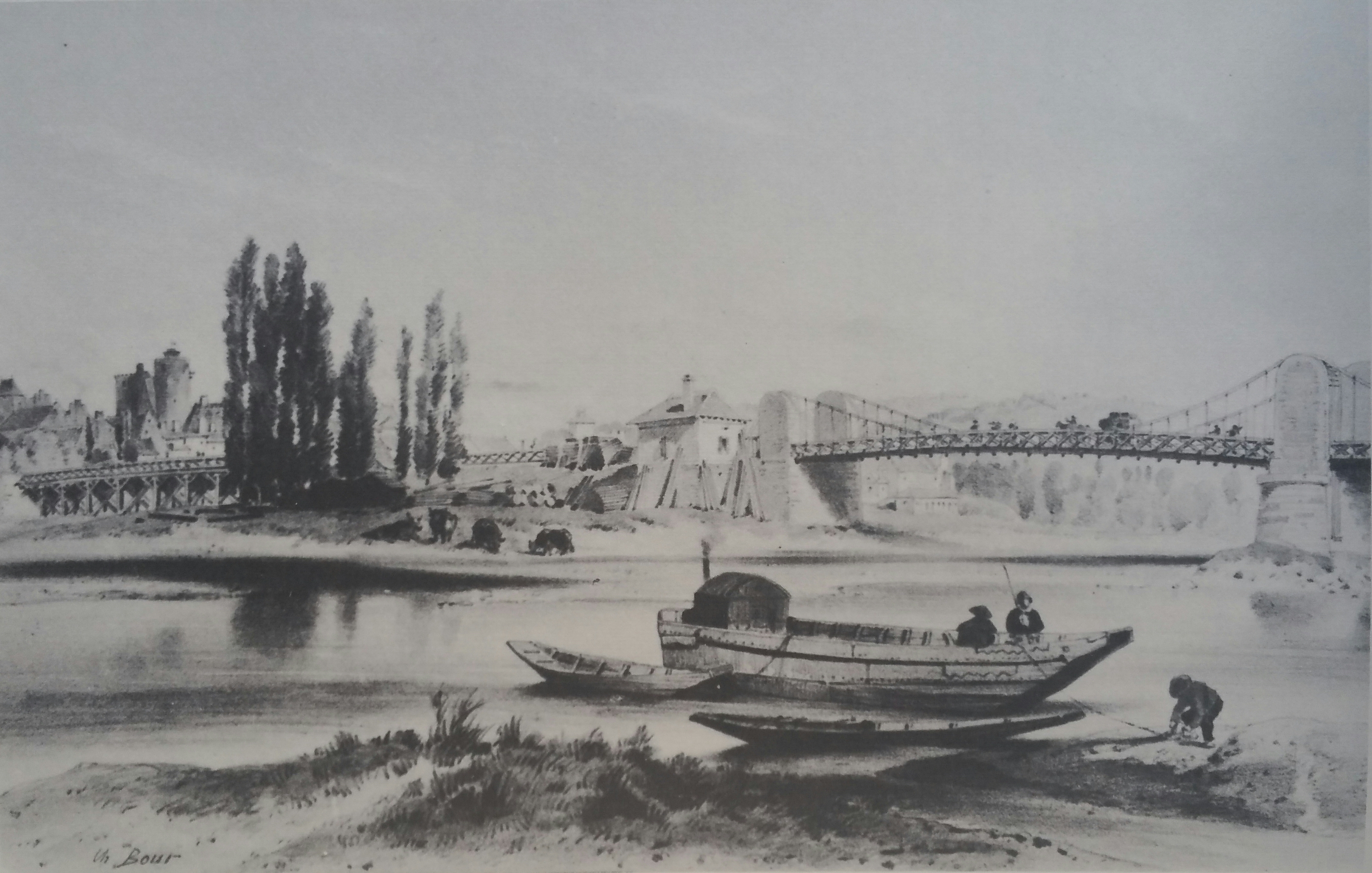
Lithographie d'Hubert Clerget, réalisée juste avant 1860, représentant le pont de Vichy vue depuis la rive gauche, avec le vieux Vichy en arrière-plan.

L'absence de pont nuit au développement économique de la cité et les édiles demandent sa construction. L'ingénieur des ponts et chaussées Boucaumont rédige un rapport en proposant deux emplacements, l'emplacement de l'actuel  pont de Bellerive et un autre plus en aval au débouché de la rue Lucas qui a sa préférence comme celle de son supérieur hiérarchique car offrant un plus grand passage des eaux donc une plus grande résistance aux crues. Mais à la suite de la protestation de la population et de leur pétition, le préfet se prononça pour le premier emplacement.
Le pont va s'appuyer sur la longue île (aujourd'hui disparue) qui se trouve au milieu de la rivière et sépare alors l'Allier en deux bras à hauteur de Vichy. Une levée de terre, côté rive droite reliera Vichy à l'île tandis qu'un pont suspendu reliera l'île à la rive gauche (actuelle Bellerive, alors appelée Vesse). Il est construit en 1832 par les architectes Bayard de la Vingtrie et de Vergès. En ce début de siècle, les progrès de la sidérurgie ont permis le renouveau et le développement d'une technique ancienne, le pont suspendu. Il présente les grands avantages d'être moins cher à construire qu'un pont de pierre et de permettre de plus grands franchissements mais à l'usage il se révèlera fragile et nécessitant un important entretien.
Le pont suspendu présente trois travées, de longueur presqu'égales (51,10 m, 49,40 m et 51,10 m), portées par quatre piliers de pierre. La largeur est de 6 m, 4 m de chaussée et deux trottoirs latéraux d'un mètre.
La levée de terre est, quant à elle, longue de 270 m, dans l'alignement du pont, pour une largeur de 10 m à son plus haut. Pour la protéger du courant, elle est parée de pierres sur toute sa longueur coté amont. Rive gauche, du côté de Vesse, pour accéder au pont une autre levée de terre a été construite d'une longueur de 100 m et reliant le pont à la route de Gannat.
Il faut s'acquitter d'un droit de péage pour le franchir. 
Moins de trois ans plus tard, le 30 mai 1835, le pont suspendu est détruit partiellement par une crue, deux travées sont emportées, un pilier détruit et la levée de terre côté Vichy emportée. Il est reconstruit et rouvert le 17 mars 1838 mais un pont en bois remplace alors la levée de terre. Mais ce pont de bois est endommagé par la crue de 1846. 
Sous Napoléon III, la station thermale se développe fortement. La population passe de 1 600 habitants en 1851 à 6 000 habitants en 1869 et sur cette période le nombre de curistes de 6 800 à 23 000. Un décret impérial supprime le péage en 1861. 
Les abords du pont vont être modifiés. Cette même année, pour protéger la station thermale des crues, l'empereur fait construire des digues rive droite (toujours existantes aujourd'hui) par l'ingénieur Radoult de Lafosse. Les espaces gagnés sont ensuite transformés en parc (les actuels parc Napoléon-III et Kennedy). L'Empereur lui demande également la construction d'un barrage afin de transformer l'Allier en lac d'agrément devant Vichy. Un barrage en aiguille de sapins, actif uniquement en saison, est alors construit à environ 1 km en aval du pont, à hauteur de l'actuelle Rotonde (le barrage sera surmonté d'une passerelle pour piétons en 1901 pour accéder à l'hippodrome situé sur la rive gauche).
Plus en aval, un autre pont est construit au-dessus de l'Allier en 1854, à Creuzier-le-Vieux, juste au nord de Vichy, mais il est emporté par une crue deux ans plus tard. En 1857, un pont suspendu est construit au même endroit et sera remplacé en 1913 par un pont en béton, l'actuel pont Boutiron.
À Vichy, entre 1860 et 1862 est construit en remplacement du pont de bois, un autre pont suspendu de deux travées, une au-dessus de l'île, de 40 m, et une au-dessus du bras rive droite de 72 m.
En 1864, Radoult de Lafosse fait édifier de chaque côté de la sortie du pont, côté rive droite, deux petites maisons en pierre et briques rouges et jaunes pour servir de logements au deux gardiens du parc. Celle plus en amont, dite maison de l'Octroi sera détruite lors de la construction d'un pont plus large en 1932 (son nom vient du rétablissement du péage sur le pont entre 1885 et 1932). Celle plus en aval, appelée le chalet des Suppliques (la légende dit que les suppliques à Napoléon III lors de ses cures dans la station thermale y étaient déposées) existe toujours et est inscrite aux Monuments historiques.
La partie du pont en travée entre la rive droite et l'île centrale est détruite le 27 septembre 1866 par la crue centennale que connut l'Allier cette année-là. Un pont provisoire en bois est alors édifié, à une centaine de mètres en amont, face à la source des Célestins, pont qui restera en service jusqu'en 1871.

## Le pont de fonte de 1870

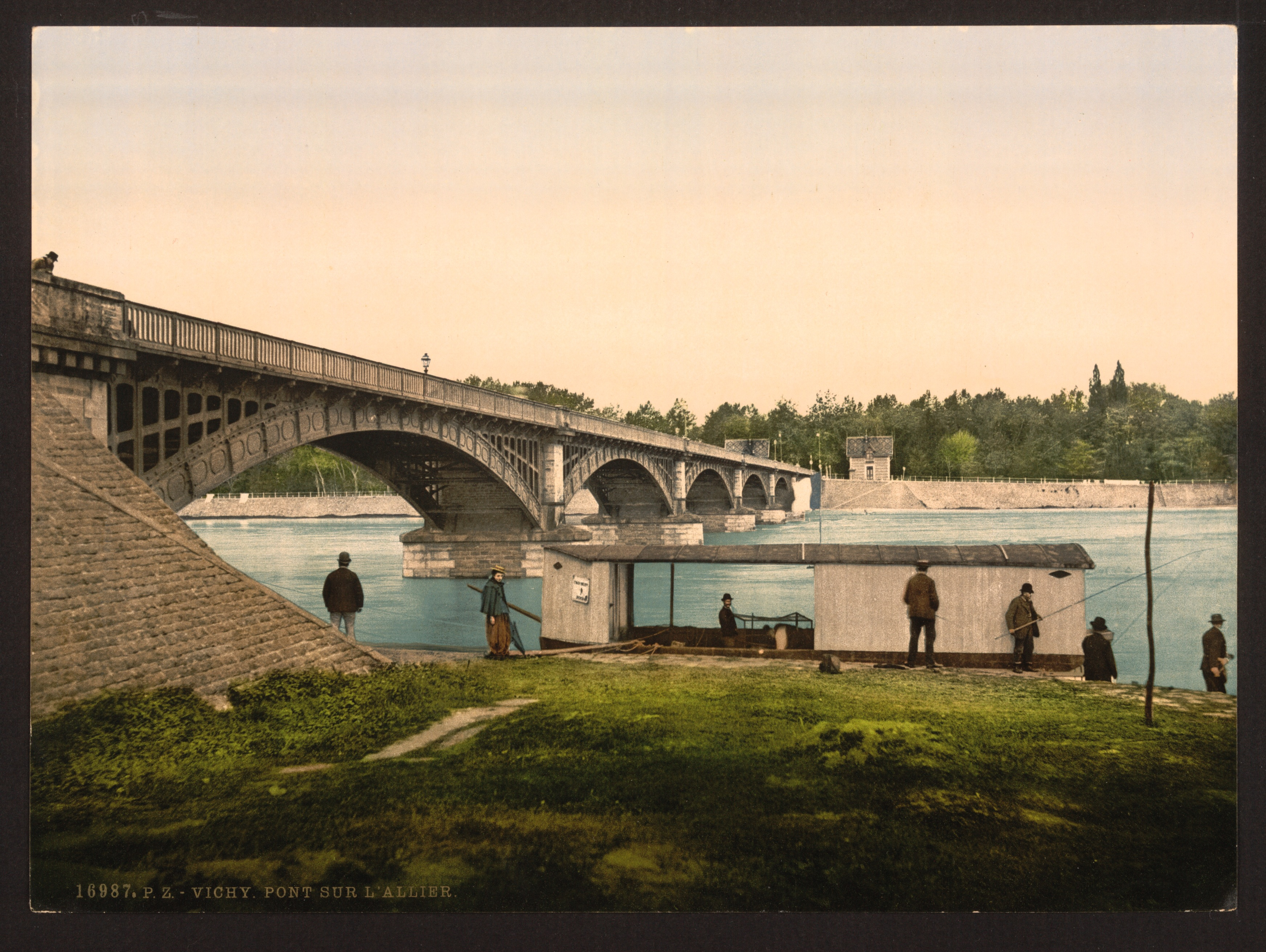
Le pont entre 1890 et 1900, vu depuis Bellerive (alors nommée Vesse), collection de photochromes de la bibliothèque du Congrès américain.

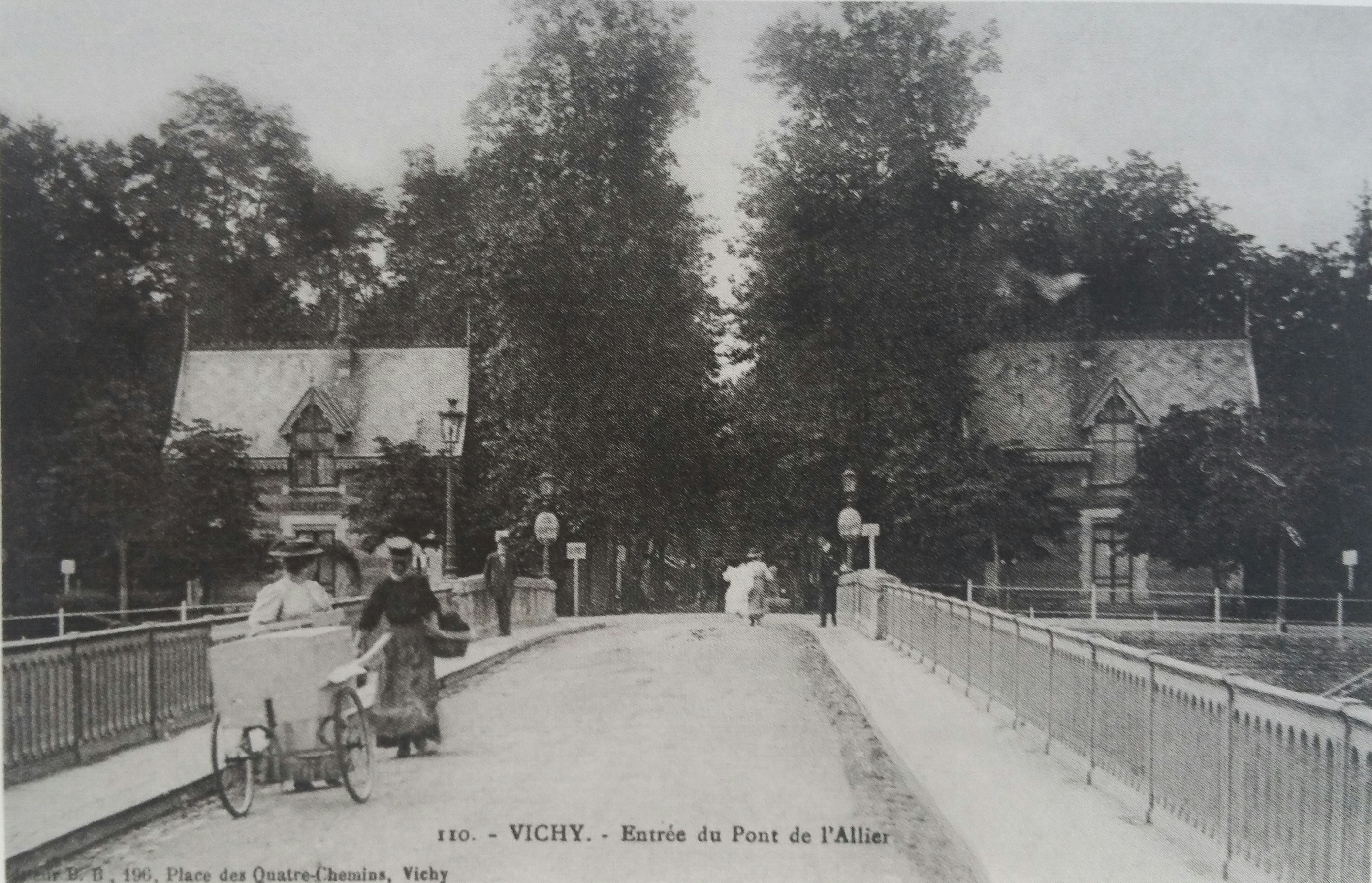
Vue de l'entrée du pont, côté Vichy, carte postale du début du XXe siècle.

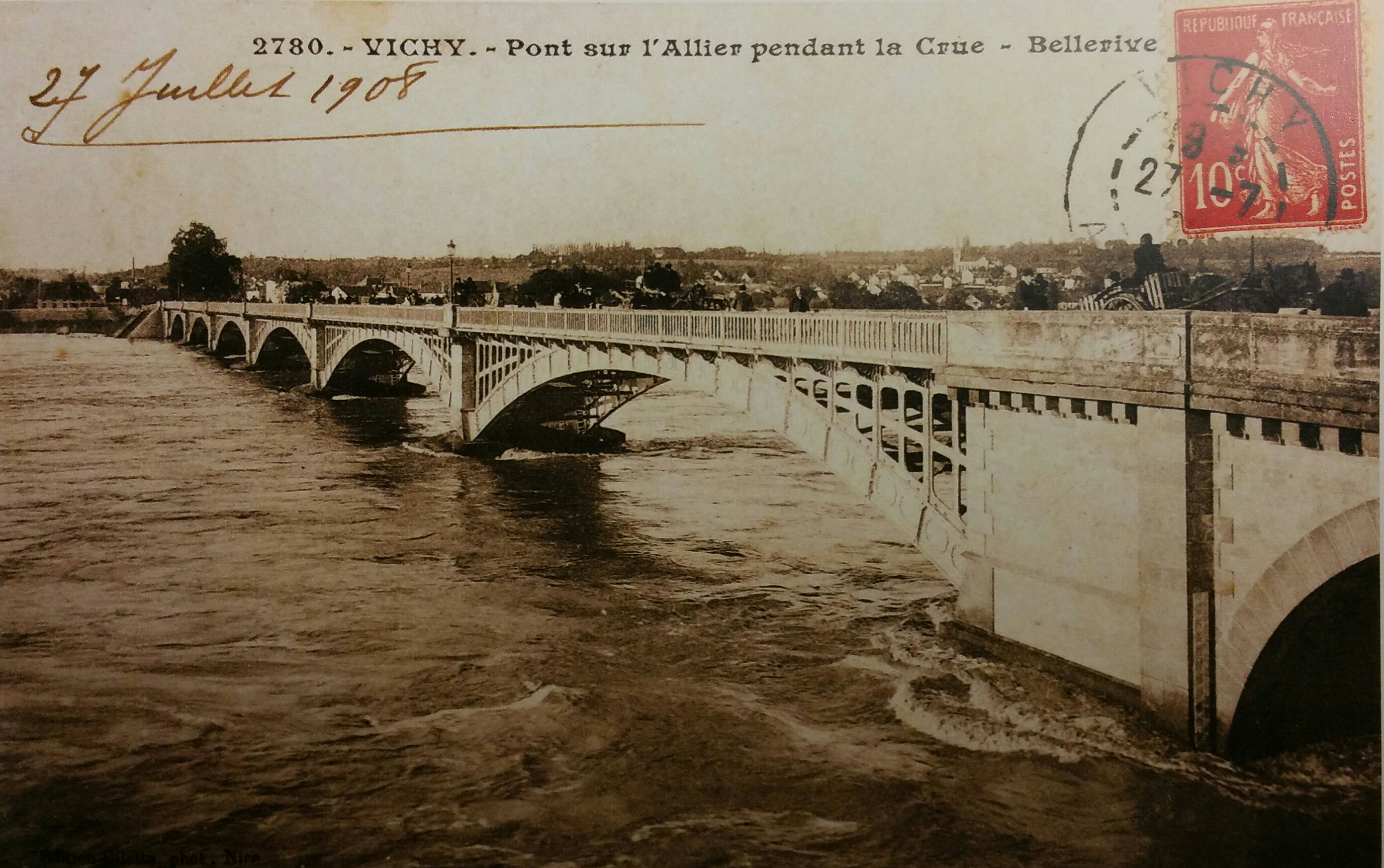
Carte postale représentant le pont de Vichy pendant la crue de 1908.

Il est décidé de rapidement reconstruire un pont durable. Les travaux sont lancés en 1869 pour un ouvrage à arche en fonte, conçu par Jean-François Radoult de Lafosse, à l'emplacement même des ponts de 1832 et 1838. Le pont est construit par l'entreprise Georges Martin.
Il est ouvert à la circulation le 2 octobre 1870, treize mois après le début de sa construction, et a coûté 800 000 francs de l'époque.
Le nouveau pont comporte six travées en fonte reposant sur des piles maçonnées avec une arche de décharge en pierre au-dessus de la voie sur berge rive droite. Côté rive gauche, on accède sur le pont par une longue rampe revêtue de perrés maçonnés. La fonte utilisée à un poids total de 671,49 tonnes, soit assez légère vu la longueur de l'ouvrage. Ont été utilisés de la pierre de Volvic, du calcaire de Vallenay (dans le Cher) et de Gannat et du grès de Hauterive. Le pont a une longueur totale de 280,20 m pour une largeur de 6,60 m (moitié moins que sa largeur actuelle) avec 4,60 m de chaussée bordée par des trottoirs d'un mètre. Le pont est éclairé par neuf lanternes au gaz. 
Ce nouveau pont, alors appelé « pont de Vichy » — il est toujours l'unique pont de la ville thermale qui franchissait l'Allier — ou « pont de Vesse » — nom alors du bourg situé sur les hauteurs de la rive gauche (actuelle Bellerive-sur-Allier) — va faciliter le développement du trafic routier. Il sert en effet à l'approvisionnement de la station thermale, aux promenades des curistes dans les villages de la rive gauche mais aussi au désenclavement de Vichy. Les routes de la rive gauche pour Moulins, par Saint-Pourçain-sur-Sioule, et pour Clermont-Ferrand par Randan sont plus praticables que les routes situées rive droite. 
En 1903, avec le changement de nom de la commune de Vesse en Bellerive-sur-Allier, il est renommé pont de Bellerive.
Lors des crues de 1881, 1902, 1907 et 1913, le pont résiste, mais il est mis en cause, avec le barrage en aval, dans la soudaineté des inondations liées à ces crues. Il est plusieurs fois proposé de le prolonger, côté rive gauche, par une ou plusieurs petites arches pour faciliter l'écoulement de l'eau lors de crues, mais elles ne seront jamais réalisées.

## Passerelle des courses
En 1869, répondant à une demande de l'Empereur, Radoult de Lafosse avait érigé un barrage à aiguilles en aval du pont de Vichy, à hauteur de la Rotonde actuelle. Celui-ci était mis en service durant la saison thermale, créant une retenue d'eau permettant le canotage.
Avec la construction de l'hippodrome de Vichy en 1875, construit sur la rive gauche sur la commune de Vesse (aujourd'hui Bellerive-sur-Allier), le besoin se fait sentir d'un accès plus direct entre le centre de Vichy et le champ de courses. À partir de 1886, une passerelle mobile, portée par des bateaux est alors mise en place durant la période des courses, laissant en son centre un passage ouvert pour les bateaux les jours où il n'y a pas de courses de chevaux.

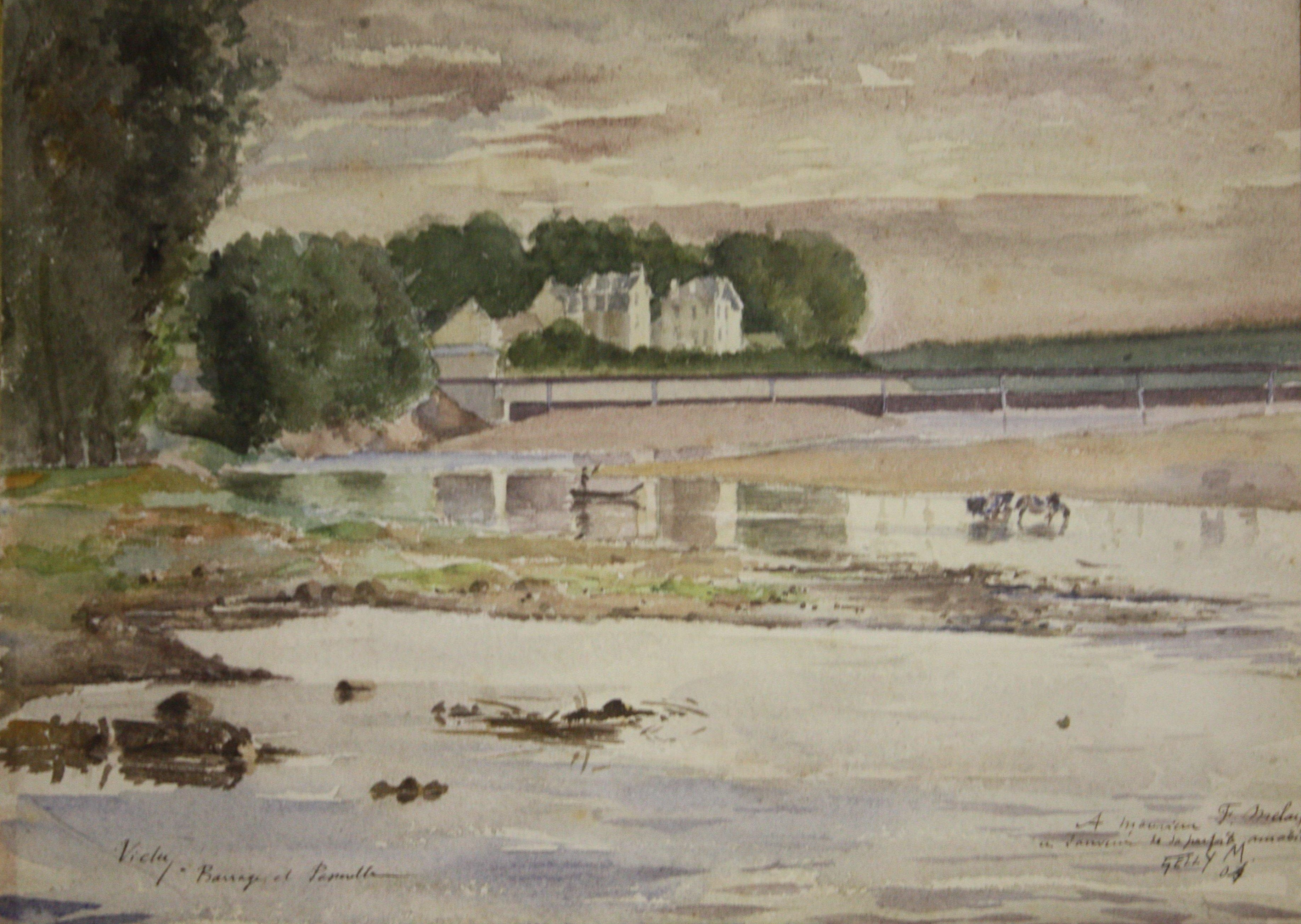
Le barrage et la passerelle en 1904 (aquarelle de Michel Gelly).

En 1900, un entrepreneur de Mulhouse, M. Bloch-Lippmann, qui fréquente la station thermale, propose au maire pour la traversée de l'Allier le « pont roulant » (en fait un trottoir roulant monté sur un pont) et le « chemin de fer électrique » qu'il a rachetés à la fin l'Exposition universelle de 1900 de Paris. Ce projet ne sera pas retenu mais le préfet autorise la construction d'une passerelle métallique avec la structure en acier du chemin de fer électrique. La passerelle est alors accolée au barrage, utilisant son radier. Les deux seront démontés en 1962 juste avant la mise en service du pont et du barrage de l'Europe, un an plus tard, plus en aval.

## Projet d'élargissement puis d'un nouveau pont
Dès le début des années 1890, vingt ans seulement après sa construction, le pont est jugé trop étroit et les deux conseils municipaux vont alors demander régulièrement son élargissement. Plusieurs projets en béton armé, une technique alors récente, sont proposés dont un d'Eugène Freyssinet, l'inventeur du béton précontraint, mais ils ne sont pas retenus. Ces projets se heurtent également à un problème financier, l'État n'accepte de prendre en charge que la moitié du cout de l'élargissement du pont, estimé à 646 000 francs en 1908.
Après la Première Guerre mondiale, avec le développement de la station thermale, les embouteillages se multiplient surtout les jours de course à l'hippodrome, situé rive gauche, côté Bellerive, et les trottoirs ne sont plus assez larges pour le flux de piétons. On parle alors non plus d'élargir le pont actuel, mais d'en bâtir un nouveau et de faire appel pour son financement à la Compagnie fermière de Vichy. Celle-ci en effet doit contractuellement, durant la durée de son bail, engager 25 millions de francs de travaux pour « améliorer et agrandir le domaine de l'État ». Mais son ministère de tutelle, le ministère du Travail et de l'Hygiène, n'est pas d'accord pour que la Compagnie assure à elle-seule le financement intégral d'un nouveau pont, estimé à 3 500 000 F dans les années 1920. Le ministère fixe un maximum à 1 000 000 F. Outre l'aspect financier, se pose aussi le problème de la traversée de l'Allier pendant les travaux : doit-on bâtir un pont provisoire, faire construire le pont en moins de sept mois entre deux saisons thermales ? (les voitures seraient alors déviées vers le pont Boutiron à Creuzier-le-Vieux, mais que certains jugent trop éloigné au nord, et les piétons traverseraient par la passerelle située au dessus du barrage face à l'hippodrome). Le projet est aussi compliqué par la très forte inimitié entre le maire de Vichy Louis Lasteyras et le maire de Bellerive-sur-Allier Jean-Baptiste Burlot.

## Le nouveau pont, 1929-1932
C'est finalement sous le mandat du nouveau maire de Vichy, Pierre-Victor Léger, élu en 1929, que le projet de construction d'un nouveau pont est véritablement lancé. Une conférence est organisée à Vichy le 29 août 1929 en présence du ministre des Travaux publics, Pierre Forgeot, accompagné de plusieurs personnes de son ministère, de représentants des Ponts et Chaussées, du préfet de l'Allier, Albert Bernard, des conseillers généraux du département, des maires de Vichy et de Bellerive et des dirigeants de la Compagnie fermière.
Il est décidé d'un financement de 3,6 millions de francs, répartis entre :
- la Compagnie fermière pour 2 000 000 F plus une subvention « privée » de 600 000 F ;
- la ville de Vichy pour 500 000 F ;
- le conseil général de l'Allier pour 250 000 F ;
- la ville de Bellerive pour 150 000 F ;
- des subventions de particuliers de Bellerive pour 100 000 F[13].

Les travaux dépasseront finalement cette somme et l'État semble avoir pris en charge le surcoût.
Une consultation est lancée à laquelle répondent vingt-deux sociétés, quatorze sont retenues mais il semble que seules deux sociétés soumettent un projet et qu'une société en soumette deux. Les différentes soumissions sont dévoilées le 9 décembre 1929 avec deux projets de pont en béton armé :
- le projet Boussiron qui prévoit un pont neuf mais qui conserve l'ancien pont en fonte dont la structure servirait de support lors de la construction des coffrages, échafaudages et cintres nécessaires pour le béton armé. Une fois le pont achevé, le pont en fonte serait alors pris, et caché, dans la nouvelle structure en béton ;
- le projet Peinard-Considere qui prévoit la destruction de l'ancien pont puis le coulage du béton armé sur un cintre préalablement monté.

Les deux autres projets, présentés par Fives-Lille, sont des ponts à poutres en arc en acier. 
C'est l'un de ces deux derniers qui sera retenu, le 10 mars 1930. Il prévoit une construction en deux étapes qui présente l'avantage de ne pas interrompre la circulation. Une moitié du nouveau pont sera construite sur toute la largeur de la rivière, accolée, côté amont, à l'ancien pont qui restera alors en service. Une fois achevé, cette moitié sera mise en service et l'ancien pont sera démoli et la construction de la seconde moitié côté aval sera alors lancée à sa place. Les fondations et les piles de l'ancien pont, jugées saines, seront conservées, elles seront juste élargies côté amont pour supporter la première partie de la nouvelle construction. Cet élargissement des piles sera fait à l'aide de caissons métalliques enfoncés dans le lit de la rivière, une technique déjà éprouvée à l'époque.
La largeur du tablier du nouveau pont est le double de l'ancien, passant à neuf mètres de voies routières et trois mètres de trottoir de chaque côté. La largeur initiale demandée des trottoirs dans l'appel d'offres était de seulement deux mètres mais cette plus grande largeur est imposée par le processus de demi-largeur successive (pendant la seconde phase de travaux, le nouveau « demi-pont » ne disposait que d'un seul trottoir, côté rivière, d'où la nécessité qu'il soit plus large). 1 400 tonnes d'acier des usines Fives-Lille sont nécessaires.
Les travaux durent quatorze mois. Le nouveau pont est officiellement inauguré le 11 septembre 1932, en présence de Philippe Marcombes, alors sous-secrétaire d'État à l'Éducation physique et ancien député-maire de Clermont-Ferrand. Le pont prend officiellement le nom d'Aristide Briand, ancien président du Conseil et prix Nobel de la paix, mort quelques mois auparavant mais c'est le nom de l'ancien pont, pont de Bellerive, qui sera son nom usuel.

## Le pont pendant la guerre
En juin 1940, face à l'arrivée des troupes allemandes, Vichy est déclarée ville ouverte par les autorités municipales. Mais le général d'Aumières, commandant du 13e corps d'armée à Clermont-Ferrand refuse et ordonne la destruction du pont avant l'arrivée des Allemands. Il fait envoyer une section depuis Riom pour le miner et fait installer un canon sur les hauteurs de Bellerive. Les négociations du maire Pierre-Victor Léger et du député-maire de Bellerive, Paul Rives arrivent à convaincre le chef d'état-major du général d'Aumières que Vichy reste ville ouverte et que le pont ne soit pas détruit.
Le 1er juillet 1940, le gouvernement remonte en convoi de Clermont-Ferrand où il était réfugié et s'installe à Vichy. Le véhicule transportant Pierre Laval, arrivé un peu plus tard, tombe en panne sur le pont de Bellerive et ce dernier entre dans la ville à pied.
Le 20 août 1944 au matin, c'est par le pont de Bellerive, que la Feldgendarmerie et les services du SD allemands entrent dans Vichy pour encercler l'hôtel du Parc et emmener le maréchal Pétain à Belfort. 

## Pont de l'Europe
Un second pont est construit au nord de Vichy et inauguré en juin 1963. Il sera nommé pont Lucien-Lamoureux en 1976, du nom d'un ancien député de l'Allier, plusieurs fois ministre durant l'entre-deux-guerre, avant de prendre son nom actuel de pont de l'Europe en 1991. Ce pont-barrage permet la création permanente d'une large retenue d'eau, le lac d'Allier, qui va permettre la pratique de sports nautiques et contribuer au développement des activités sportives et ludiques de Vichy voulues par le maire Pierre Coulon. La construction du pont s'inscrit aussi dans un aménagement du nord de la station thermale avec rive gauche, le début d'aménagement du parc des sports et rive droite l'ouverture d'une nouvelle voie, le boulevard du Maréchal-de-Lattre-de-Tassigny et la desserte du nouveau quartier des Ailes.
La passerelle des courses et le barrage à aiguilles sont démantelés l'année précédente, en 1962 ou au tout début de 1963.

## Trafic actuel et déchargement sur d'autres ponts
Le trafic sur le pont de Bellerive en 2016 était estimé à 30 000 véhicules par jour, contre 23 000 en 2006, soit une augmentation du trafic de 30 % en dix ans. 
Le 21 octobre 2009, des associations de riverains avaient manifesté sur la desserte actuelle et avaient bloqué le pont afin de « faire sauter le verrou du contournement nord-ouest ».
Afin de décharger ce trafic relativement élevé sur le pont de Bellerive dû à l'absence de contournement de l'agglomération, des franchissements de l'Allier avaient été programmés en amont du pont :
- un franchissement sur la commune d'Abrest ;
- un franchissement au sud de Saint-Yorre, intégré au projet de contournement routier sud-ouest de l'agglomération.

À ce jour (avril 2024), seul ce dernier a été réalisé et mis en service début 2016 lors de l'ouverture du contournement sud-ouest. Le contournement nord-ouest de l'agglomération vichyssoise est, quant à lui, toujours en projet.

## Ponts ferroviaires
Aucun pont ferroviaire n'a jamais traversé l'Allier à Vichy. La traversée ferrée de la rivière se faisait plus au nord, à Saint-Germain-des-Fossés avec un premier pont en maçonnerie inauguré en 1855 pour la ligne de Saint-Germain-des-Fossés à Nîmes-Courbessac (opérée alors par la compagnie du Grand-Central). Il est emporté par la crue de 1856 et reconstruit en 1858. Il sera emprunté par le tracé historique de la ligne Paris - Clermont-Ferrand (via Gannat), et également plus tard par les lignes de Lyon à Bordeaux et de Lyon à Nantes. En 1924 est achevé, au sud de la station thermale, le viaduc d'Abrest qui permet l'ouverture en 1931 de la ligne de Vichy à Riom, partie ensuite de la ligne entre Paris et Clermont-Ferrand (via Vichy). À Saint-Germain, l'ancien pont en mauvais état et limitant la vitesse des trains est remplacé en 1982 par un nouveau pont situé juste en aval, les appuis de l'ancien pont servant pour la construction du pont routier de la déviation nord de Vichy (route départementale 67).